# Houndé
Houndé este un oraș din provincia Tuy, Burkina Faso.